# Vladímir Ivanov (bádminton)
Vladímir Alexándrovich Ivanov –en ruso, Владимир Александрович Иванов– (Cheliábinsk, URSS, 3 de julio de 1987) es un deportista ruso que compite en bádminton, en las modalidades individual y de dobles.
Ganó dos medallas en los Juegos Europeos, plata en 2015 y bronce en 2019, y cinco medallas en el Campeonato Europeo de Bádminton entre los años 2014 y 2021.
Participó en tres Juegos Olímpicos de Verano, entre los años 2012 y 2020, ocupando el quinto lugar en Río de Janeiro 2016, en la prueba de dobles.

## Palmarés internacional
| Juegos Europeos    | Juegos Europeos            | Juegos Europeos   | Juegos Europeos |
| Año                | Lugar                      | Medalla           | Prueba          |
| ------------------ | -------------------------- | ----------------- | --------------- |
| 2015               | Bakú (Azerbaiyán)          | Medalla de plata  | Dobles          |
| 2019               | Minsk (Bielorrusia)        | Medalla de bronce | Dobles          |
| Campeonato Europeo |                            |                   |                 |
| Año                | Lugar                      | Medalla           | Prueba          |
| 2014               | Kazán (Rusia)              | Medalla de oro    | Dobles          |
| 2014               | Kazán (Rusia)              | Medalla de bronce | Individual      |
| 2016               | La Roche-sur-Yon (Francia) | Medalla de bronce | Dobles          |
| 2018               | Huelva (España)            | Medalla de bronce | Dobles          |
| 2021               | Kiev (Ucrania)             | Medalla de oro    | Dobles          |